# Linéale géométrique
La linéale géométrique est une famille typographique regroupant les polices typographiques sans empattements inspirées de formes géométriques et dépourvues de pleins et de déliés.

## Historique

### Création de la famille
La famille des linéales géométriques n'est pas présente dans la classification Vox-Atypi à proprement parler, c'est le British Standard 2961 qui l'a créée en 1967 comme une subdivision de la catégorie linéale de la classification Vox-Atypi.

### Origines
La police Futura est à l'origine de la famille des linéales géométriques, elle s'inscrit dans un contexte propre à l'entre-deux-guerres où le Bauhaus et le mouvement moderne émergent.  Ce type de police nait de l'opposition avec un style Arts & Crafts porté par William Morris qui prône un retour à une typographie artisanale et proche des formes des humanes. Loin de refléter cette tradition artisanale et humanistique, Moholy-Nagy écrit dans la première publication des éditions du Bauhaus, Staatlisches Bauhaus in Weimar, 1919-1923 : « La typographie doit procéder de la communication dans sa forme la plus intense. L'accent doit être mis sur une clarté absolue ».

## Caractéristiques

g typique de la famille des linéales géométriques.

Les caractères des linéales géométriques sont construits à partir de formes géométriques simples telles que le cercle ou le carré, avec généralement un trait d’épaisseur constante qui est donc (à quelques exceptions près comme le a de la Futura) dépourvu de pleins et de déliés et une simplification générale des formes, notamment le g qui est dépourvu de boucle et le a circulaire.

## Exemples
Ces polices appartiennent à la famille linéale géométrique :

Paul Renner, Futura, 1924-1926[3].
Rudolf Koch, Kabel, 1927-1930[3].
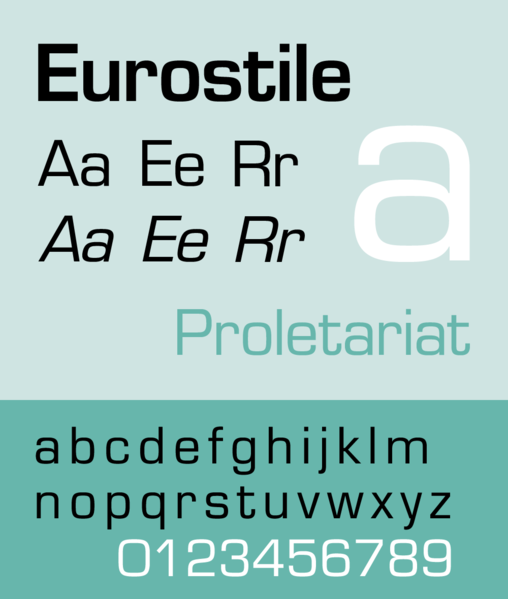
Aldo Novarese, Eurostile, 1962[3].
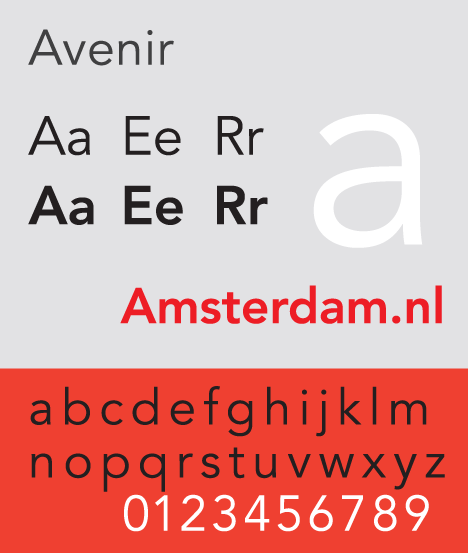
Adrian Frutiger, Avenir, 1988[3].
Ed Benguiat et Victor Caruso, ITC Bauhaus, 1975[3].